# Wolfgang Seidel

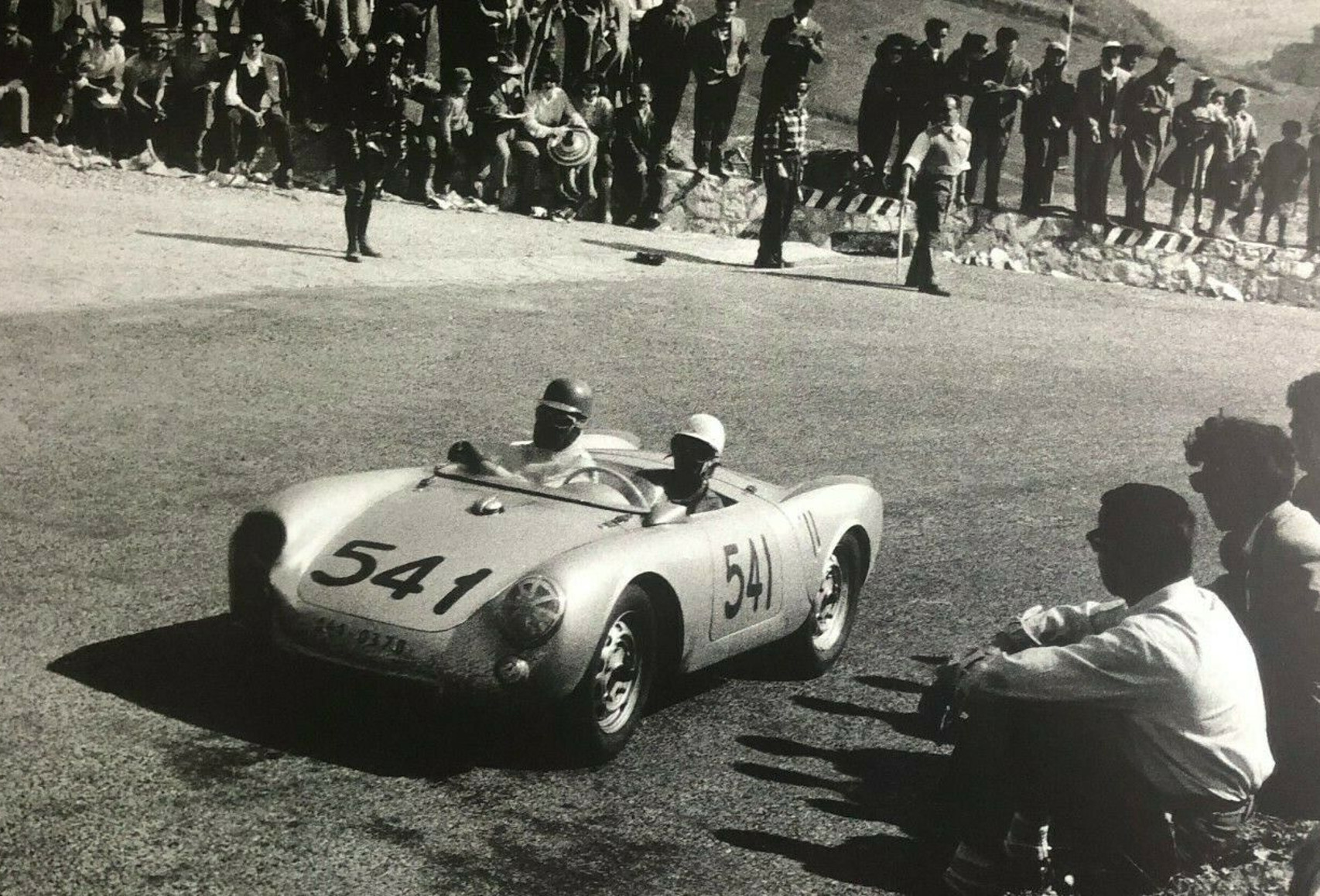
Wolfgang Seidel (proprietário) e Helm Glöckler (copiloto) no Porsche 550, #541 na Mille Miglia na Itália, que foi de 30 de abril a 1o de maio de 1955. Eles terminaram em 8o lugar.

Wolfgang Seidel (4 de julho de 1926 – 1 de março de 1987) foi um automobilista alemão que participou de doze Grandes Prêmios de Fórmula 1 entre 1953 e 1962.